# Tomasz Ropiejko

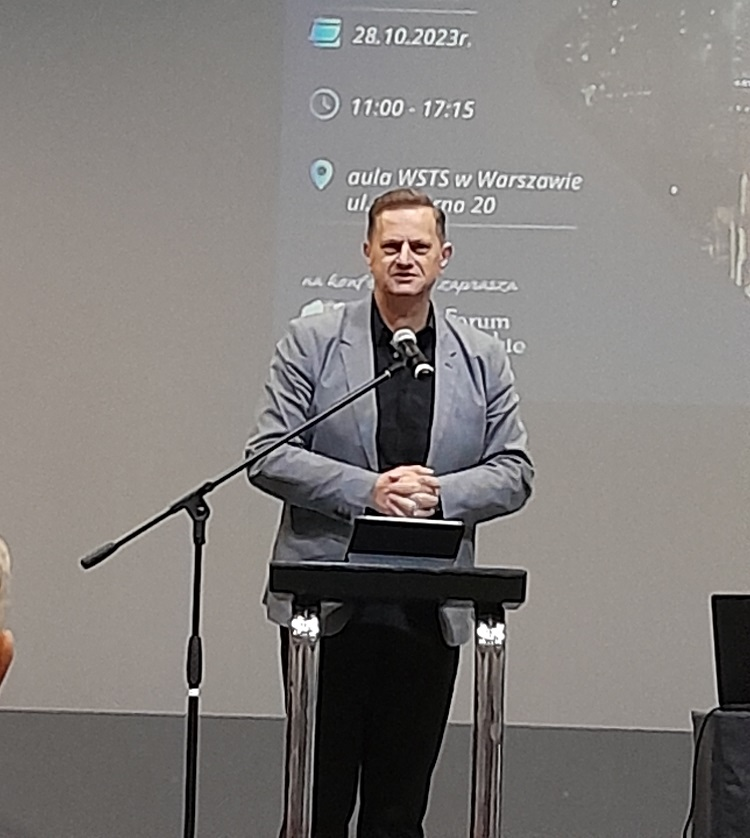
Tomasz Ropiejko, 2023.

Tomasz Piotr Ropiejko (ur. 1966) – polski duchowny zielonoświątkowy, wieloletni członek Prezydium Naczelnej Rady Kościoła Zielonoświątkowego w RP oraz były zastępca prezbitera naczelnego Kościoła.

## Życiorys
Nawrócił się w 1984 roku, a chrzest przyjął w 1985 roku. Jest absolwentem Warszawskiego Seminarium Teologicznego (obecnie Wyższa Szkoła Teologiczno-Społeczna) oraz Mattersey Hall Graduate School (Bangor University). W 1991 roku został ordynowany na diakona, zaś w 1999 na prezbitera. W latach 1997–2000 prowadził Okręgową Szkołę Misyjną. Związany jest ze Zborem Kościoła Zielonoświątkowego w Gdańsku przy ul. Menonitów, gdzie był liderem, a potem II pastorem, zaś od 2005 roku jest pastorem zboru. Przez dwie kadencje był zastępcą prezbitera naczelnego Kościoła Zielonoświątkowego w RP Marka Kamińskiego.